# Skopun
Skopun is een dorp dat behoort tot de gemeente Skopunar kommuna in het noorden van het eiland Sandoy op de Faeröer. Skopun heeft 499 inwoners en is daarmee de tweede grootste plaats op het eiland. De postcode is FO 240. De eerste weg op Sandoy liep van Sandur naar Skopun en werd aangelegd in 1918. Het dorp werd gesticht in 1833 en de haven van het visserdorp werd aangelegd in 1926 (en aangepast in 1982).

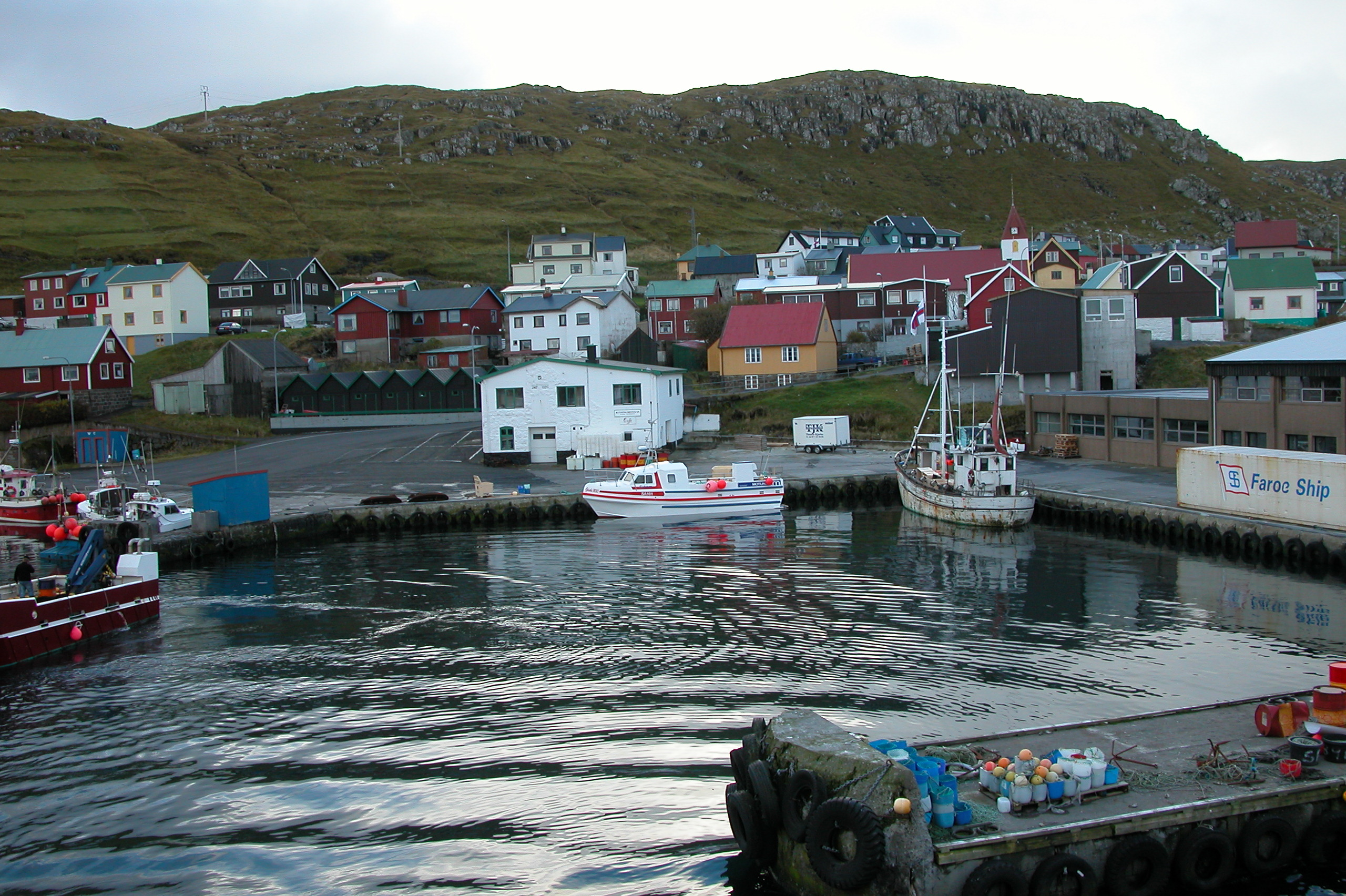
Zicht op Skopun